# Giorgia Linardi
Giorgia Linardi (Como, 1990) és una jurista i activista italiana defensora dels drets dels refugiats i portaveu de l'ONG Sea Watch.
Es va criar a Como en una família burgesa de pare advocat i mare metgessa. Va estudiar Dret i es va especialitzar en Dret Internacional, en la defensa dels drets humans i la defensa dels migrants. Després va obtenir un màster a Ginebra, amb una tesi sobre el rescat al mar Mediterrani.
Ha estat a Líbia i a Suïssa amb les agències de les Nacions Unides abans de tornar a Itàlia. Allà esdevingué consultora jurídica voluntària per a Sea-Watch a Lampedusa i es mantenia econòmicament treballant de cambrera en un bar on anaven els agents de la Guàrdia Costanera. Després va anar a Grècia, a Lesbos, i el 2017 vaixell de salvament Aquarius com assessora legal de Metges Sense Fronteres.
Després, com a portaveu de Sea-Watch, ha denunciat haver patit la indiferència, el ridícul i els insults sexistes. L'han criticat per cobrar un sou per la seva feina.